# مایک هلر
مایک هلر (انگلیسی: Mike Heller؛ زادهٔ ۱۷ ژانویهٔ ۱۹۸۲) طبل‌زن اهل ایالات متحده آمریکا است.